# Galerie (stavba)

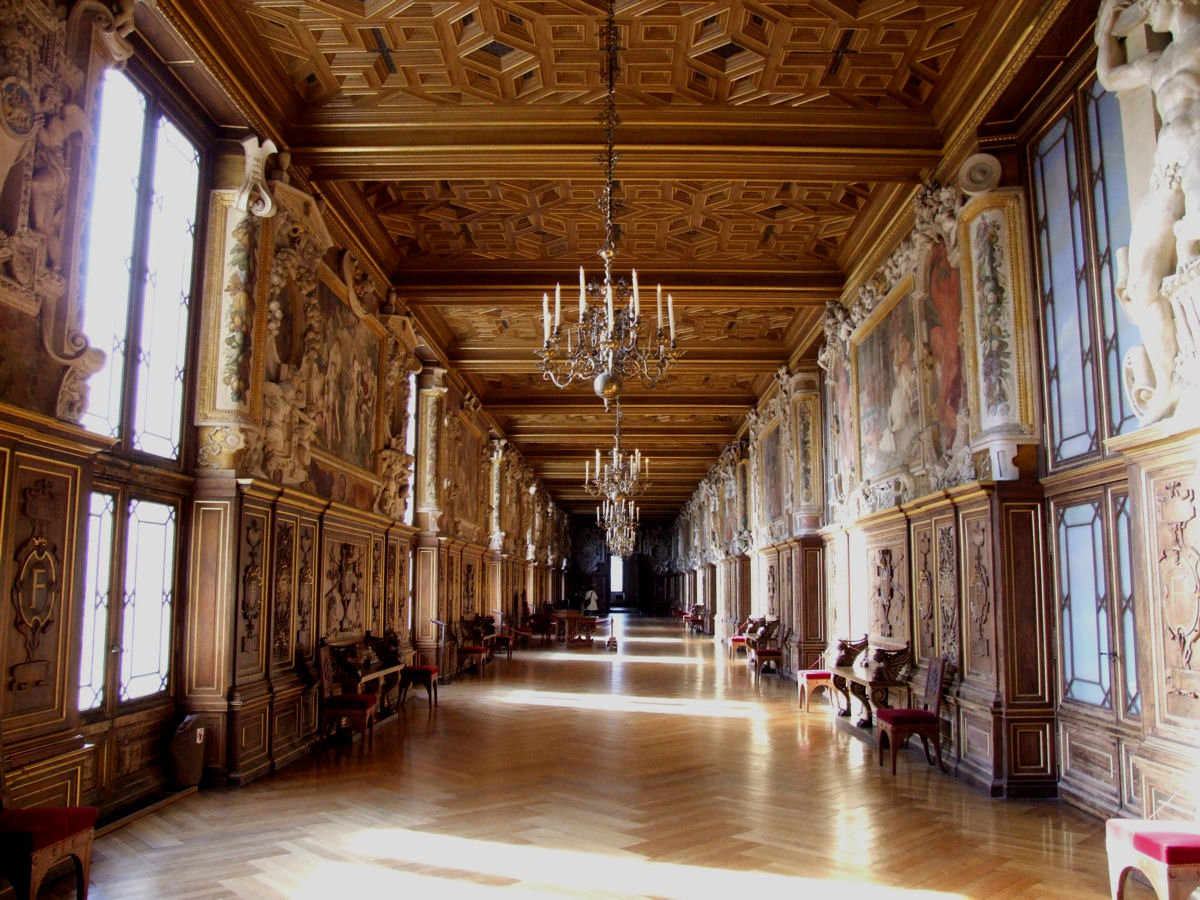
Galerie ve francouzském zámku Fontainebleau

Galerie je v architektonickém slova smyslu místnost, jejíž délka je mnohonásobně větší než její šířka, obvykle dlouhý a uzavřený ochoz nacházející se uvnitř nebo vně budovy. Galerie bývá často vytvořena jako podloubí se sloupovím. Slouží dle účelu budovy k různým potřebám. 

## Galerie v historických budovách
U středověkých hradů se termín galerie užívá pro označení úzké spojovací chodby se střílnami na vnitřní straně hradby.
V renesančních a barokních palácích jsou galerie chodby s hustě řazenými okny, v nichž se na stranu proti oknům zavěšovaly obrazy či tapiserie, nebo kde protějšek oknům tvořila zrcadla. Galerie bývají také zdobeny sochami či nástěnnými ornamenty. 
Galerií se nazývá i arkádová chodba renesančního domu či zámku otevřená do dvora (lodžie), nebo obdobná sloupová stavba v zahradě, pro niž se užívá spíše název kolonáda.

## V novější době
V některých rozměrných stavbách se galerie mohou vyskytovat jako sloupová chodba nad přízemím. U větších divadel se galerií nazývají nejvyšší řady  hlediště umístěné na ochozu či balkónu.
Výraz galerie se používá též pro prosklené obchodní pasáže či obchodní centra.
Vedle toho je galerie označení pro mostní stavby ve svahu přimknuté z jedné strany k terénu (v Praze např. Chotkova ulice nebo Barrandovská estakáda) a pro tunelové stavby, které jsou na jedné straně otevřeny do volného prostoru a mají tedy charakter ochozu. Podrobněji v článku Galerie (dopravní stavba). 